# Eyrbyggarnas saga
Eyrbyggarnas saga (isl. Eyrbyggja saga) är en av islänningasagorna. Den handlar om koloniseringen av en del av västra Island.

## Handling
Eyrbyggarnas saga handlar om nybyggarna på Eyr, som är en gård på Snæfellsnes på Island. Namnet på sagan är något missvisande eftersom den även handlar om klaner i Þórsnes och Álftafjörður. Den centrala karaktären som skulle ha gett sitt namn till sagan är Snorri Þorgrímsson, mer känd under namnet Snorre gode. Snorre var brorson till hjälten i Gisle Surssons saga, och har även en framträdande roll i Njáls saga och i Laxdalingarnas saga.
Sagan börjar vid tiden för de första bosättningarna på Island, men de flesta av händelserna äger rum vid slutet av 900-talet och början av 1000-talet. Även om den konstnärligt inte går att jämföra med Egil Skallagrimssons saga, Njáls saga och Laxdalingarnas saga, är det en underhållande berättelse. Det finns interna bevis på att författaren kände till Laxdalingarnas saga och Egil Skallagrimssons saga. Den skrevs förhållandevis sent under sagoåldern. Sagans huvudsakliga tema ligger i att följa några viktiga familjers öde, när de bosatte sig på Island, snarare än att fokusera på en enda hjälte.
Sagan har en viss historisk trovärdighet, med undantag för ett fåtal övernaturliga händelser, såsom spökerierna på Fróðá. Spökerierna inträffar efter en völvas död, och de består i huvudsak av syner med djur som stiger upp genom golvet, och döda män som kommer in i huset för att värma sig vid brasan.
Sagan innehåller också flera hänvisningar till koloniseringarna av Grönland och Vinland, det senare benämnt som Vinland det goda. Man nämner också en resa till Stor-Irland eller Hvítramannaland, genomförd av Gudleif Gudlaugsson och hans besättning. Detta land sägs ligga bortom Vinland. Invånarna, som talade iriska, hade tidigare flytt från de framryckande nordmännen. Dessa irländare ville döda eller förslava nordmännen, som dock räddades genom ingripande av en islänning som levde bland dem. De tog den här mannen för att vara Björn Åsbrandsson, som hade förvisats från Island cirka trettio år tidigare.

## Manuskript och översättningar
Eyrbyggarnas saga finns bevarad i kopior gjorda efter Vatnshyrna, samt i olika manuskriptfragment. Sagan anses vara skriven under första delen av 1200-talet.
Sagan finns översatt till svenska av Carl Lönnberg, Hjalmar Alving och Åke Ohlmarks (1963).